# Kotomi Ishizaki
Kotomi Ishizaki (født 4. januar 1979) er en japansk curler.
Hun repræsenterede Japan under vinter-OL 2022 i Beijing, hvor hun tog sølv. 